# 찰스 스폴딩 토머스
찰스 스폴딩 토머스(Charles Spalding Thomas, 1849년 12월 6일 ~ 1934년 6월 24일)는 대한민국 독립 운동 공적을 인정받은 미국 정치가 겸 외교관이다.

## 생애

### 주요 이력
미국 조지아 주 대리언에서 출생하여 지난날 한때 미국 조지아 주 애틀랜타에서 잠시 유아기를 보낸 적이 있는 그는 1855년 미국 콜로라도 주 덴버에서 성장하였다.
그는 1884년에 미국 정치 분야 입문을 하였는데 그 후 안연(安連)과의 미국 주재 대한제국 외교 관련 인연으로 인하여 1902년에서 1903년까지 대한제국 조선 한성부 방한 주재하던 시절 한국어 이름은 이승민(李丞旼)이다.

### 대한제국 조선 독립 운동 관련 적극 지지
1919년 당시에 그는 미국 콜로라도주 공화당 상원 의원으로서 대한제국 조선 독립안을 상원에 내고, 2년 후 미국 공화당 콜로라도주 상원 의원을 퇴임한 1921년 8월, 미국 워싱턴 군축 회의 대한제국 조선 대표단 특별고문위원을 맡아 대한제국 독립 운동을 지원하였다.
1919년 10월 미국 상원에서 대한제국 문제를 제의하는 연설을 하였고, 1920년 3월 미국 상원에 대한제국 독립안을 제출하여 대한제국 조선 독립을 촉구하였지만, 34대 46표로 부결되었다. 1921년 3월, 미국 콜로라도주 상원 의원 퇴임 5개월 지난 후 1921년 8월에 미국 워싱턴 군축회의 대한제국 조선 대표단 특별고문위원직으로 영입되어 우드로 윌슨 당시 미국 대통령과, 워싱턴 군축 회의 미국 대표단 등에게 대한민국 임시정부 및 대한제국 조선 황조 문제를 의제로 선택하도록 호소하였으며, 대한제국 조선 대표들이 회의에서 의견 발표를 할 수 있는 기회를 얻기 위해 노력하였다. 그 후 1926년 1월, 미국 공화당을 탈당하였다.

## 사후
대한민국 정부에서는 고인의 공훈을 기리고자 2015년 3월 1일을 기하여 대한민국 건국포장을 추서하였다.

## 역대 선거 결과
| 선거명      | 직책명                         | 대수 | 정당   | 득표율  | 득표수    | 결과 | 당락                     |
| ----------- | ------------------------------ | ---- | ------ | ------- | --------- | ---- | ------------------------ |
| 1884년 선거 | 하원의원 (콜로라도 광역선거구) | 49대 | 민주당 | 43.09%  | 28,720표  | 2위  | 낙선                     |
| 1894년 선거 | 콜로라도 주지사                | 9대  | 민주당 | 4.63%   | 8,337표   | 3위  | 낙선                     |
| 1898년 선거 | 콜로라도 주지사                | 11대 | 민주당 | 62.89%  | 93,966표  | 1위  | 콜로라도 주지사 당선     |
| 1912년 선거 | 상원의원 (콜로라도 제3부)      | 62대 | 민주당 | 100.00% | 1표       | 1위  | 콜로라도주 상원의원 당선 |
| 1914년 선거 | 상원의원 (콜로라도 제3부)      | 64대 | 민주당 | 40.30%  | 102,037표 | 1위  | 콜로라도주 상원의원 당선 |
| 1920년 선거 | 상원의원 (콜로라도 제3부)      | 67대 | 국민당 | 3.02%   | 8,665표   | 4위  | 낙선                     |